# Hemencyrtus brasiliensis
Hemencyrtus brasiliensis är en stekelart som först beskrevs av William Harris Ashmead 1904.  Hemencyrtus brasiliensis ingår i släktet Hemencyrtus och familjen sköldlussteklar. Inga underarter finns listade i Catalogue of Life.